# Богра (округ)
Богра (бенг. বগুড়া জেলা, англ. Bogra District) — округ на севере Бангладеш, в области Раджшахи. Административный центр — город Богра.

## История
Образован в 1821 году.

## География
Площадь округа — 2920 км².

## Демография
По данным переписи 2001 года население округа составляло 2 988 567 человек. Уровень грамотности взрослого населения составлял 28,4 %, что значительно ниже среднего уровня по Бангладеш (43,1 %). 91 % населения округа исповедовало ислам, 9 % — индуизм и другие религии.

## Административно-территориальное деление
Округ Богра делится на 12 подокругов:
- Адамдигхи (Адамдигхи)
- Богра-Садар (Богра)
- Дхунат (Дхунат)
- Дупчанчия (Дупчанчия)
- Габтали (Габтали)
- Кахалу (Кахалу)
- Нандиграм (Нандиграм)
- Шаджаханпур
- Сариаканди (Сариаканди)
- Шерпур (Шерпур)
- Шибгандж (Шибгандж)
- Сонатала (Сонатала)